# Altai (califa)
Albedelcarim ibne Alfadle (em árabe: عبد الكريم بن الفضل; romaniz.: Abd al-Karīm ibn al-Faḍl; 932 - 3 de agosto de 1003), mais conhecido por seu nome real Altai Liamer Alá/Bilá (em árabe: الطائع لأمر الله\بالله; romaniz.: al-Ṭāʾiʿ li-Amr Allāh/biʾllāh; lit. 'Aquele que obedece ao comando de Deus'), foi o califa do Califado Abássida de Baguedade de 974 a 991. Muito pouco se sabe sobre sua vida pessoal e oficial. Sucedeu seu pai Almuti como califa.

## Vida
Altai era filho de Almuti. Em 1 de agosto de 974, o general turco Sebuqueteguim tomou o controle de Baguedade do emir de emires Ize Daulá, e parecia prestes a derrubar completamente o controle buída sobre o Iraque, até que reforços dos outros emires buídas derrotaram os turcos em janeiro de 975. Almuti fez preparativos para deixar Baguedade, mas Sebuqueteguim impediu sua fuga e o confinou em seu palácio. Ao mesmo tempo, Almuti estava cada vez mais incapacitado por uma paralisia parcial que havia começado três anos antes. Como resultado, foi forçado a abdicar e foi substituído por seu filho Albedelcarim, como Altai, em 5 de agosto. Sebuqueteguim então deixou Baguedade para fazer campanha contra os buídas, acompanhado por Almuti e Altai. Almuti morreu no caminho, em Dair Alacul, em 12 de outubro. Foi enterrado no mausoléu de seu pai no bairro de Arruçafa em Baguedade.
Durante seu califado, a Síria foi dilacerada por facções rivais – fatímidas e carmatas; enquanto os buídas foram divididos em grupos que lutavam entre si. Para completar, o imperador bizantino João Tzimisces invadiu o leste em uma campanha vitoriosa em 975. Depois de ocupar o cargo por dezessete anos, Atai foi deposto em 991 pelo emir de buída Baa Daulá por demonstrar sinais de independência. Em seu lugar, foi instalado seu primo Alcadir em 22 de novembro. O deposto Altai foi mantido em cativeiro até sua morte doze anos depois.